# AVE Mizar
Der AVE Mizar, benannt nach dem Stern Mizar, war ein Flugauto, das zwischen 1971 und 1973 von dem US-amerikanischen Unternehmen Advanced Vehicle Engineers in Van Nuys entwickelt und gebaut wurde. Das Unternehmen wurde von Henry Smolinski und Harold Blake, beide Absolventen des Northrop Institute of Technology, gegründet.

## Konstruktion

### Prototypen
Die Prototypen des Mizar wurden aus dem Heck einer Cessna Skymaster und einem Ford Pinto zusammengesetzt. Die Doppelleitwerk-Konfiguration der Skymaster war ein guter Ausgangspunkt für die Konstruktion eines Flugautos. Die Kabine und das Fronttriebwerk der Skymaster wurden entfernt, so dass das Heck an ein kleines Auto montiert werden konnte. In der späteren Produktion sollte dann ein durch ein Subunternehmen gebautes Tragwerk verwendet werden, um eine Abhängigkeit von Cessna zu vermeiden.
Bis Mitte des Jahres 1973 waren zwei Prototypen fertiggestellt und drei weitere befanden sich im Bau. Einer der Prototypen wurde in der Ford-Vertretung des AVE-Partners Bert Boeckmann in Van Nuys ausgestellt. Der andere wurde, ausgerüstet mit einem Triebwerk von Teledyne Continental Motors, am 8. Mai 1973 der Presse vorgestellt. Beide Flugzeuge wurden Ende April von dem Petersen-Publishing-Fotografen Mike Brenner für das Hot-Rod-Magazin fotografiert. Danach wurde eine Reihe Rolltests auf dem Flughafen Van Nuys durchgeführt. Außerdem arrangierte AVE Flugtests auf der Naval Air Station Point Mugu und kündigte Zertifizierungflüge für die Federal Aviation Administration für die Mitte des Jahres 1973 an.
Der Mizar sollte für den Start sowohl das Flugzeugtriebwerk als auch den Fahrzeugmotor verwenden, wodurch die Startrollstrecke erheblich verkürzt würde. Sobald das Flugauto abgehoben hatte, würde der Fahrzeugmotor abgeschaltet werden. Nach der Landung sollte das Bremsen aller vier Räder das Flugauto in weniger als 160 Metern zum Stehen bringen. Am Boden sollte das Tragwerk dann an ausklappbaren Streben verzurrt werden. Danach konnte der Pinto abgekoppelt und als normales Straßenfahrzeug gefahren werden.
Die Serienproduktion sollte 1974 beginnen. AVE wollte das Flugauto zu Preisen zwischen 18.300 und 29.000 US-Dollar anbieten.

### Zwischenfälle
Bei einem Testflug vom Flughafen Camarillo in Kalifornien am 26. August 1973 versagte kurz nach dem Start die Befestigung der rechten Tragflächenstrebe. Der Testpilot Charles Janisse führte daraufhin eine Notlandung in einem Feld durch, da das Wenden des Flugautos zu viel Last auf die nicht mehr gestützte Tragfläche erzeugt hätte. Janisse fuhr das ansonsten unbeschädigte Flugzeug dann bei gesperrter Straße zum Flughafen zurück.
Am 11. September 1973 versagte die Befestigung erneut. Da Janisse für den Testflug nicht verfügbar war, flog Henry Smolinski die Maschine. Obwohl manche Berichte eine Trennung des Flugwerks vom Fahrzeug erwähnten, sagte der Flugleiter Reed Wekse, der den Unfall mittels Fernglas beobachtet hatte aus, dass die Maschine nach dem Start und einer Rechtskurve abstürzte. Laut Janisse brach die Tragfläche ab, da der Pilot versuchte, eine Kurve zu fliegen, nachdem die Befestigung der Tragflächenstrebe versagt hatte. Henry Smolinski und der Vizepräsident von AVE, Harold Blake, wurden bei dem Unfall getötet.
Obwohl es sich beim Ford Pinto um ein relativ leichtes Fahrzeug handelt, überschritt das Fluggerät bereits ohne Passagiere und Treibstoff leicht das Höchstabfluggewicht einer Skymaster. Bei der Flugunfalluntersuchung stellte das National Transportation Safety Board fest, dass neben einer schlechten Konstruktion teils minderwertige Schweißnähte für den Unfall verantwortlich waren.

## Technische Daten
| Kenngröße        | Daten                    |
| ---------------- | ------------------------ |
| Besatzung        | 1                        |
| Passagiere       | 3                        |
| Länge            | 8,5 m                    |
| Spannweite       | 11,6 m                   |
| Höhe             | 2,6 m                    |
| Flügelfläche     | 18,7 m²                  |
| Flügelstreckung  | 7,2                      |
| Dienstgipfelhöhe | 3657 m                   |
| Triebwerke       | 1 × Continental IO-360-C |